# Eksamen
 For alternative betydninger, se Eksamen (flertydig). (Se også artikler, som begynder med Eksamen)
En eksamen (latin examinare "forsøge", "prøve" eller "teste") er en prøve eller overhøring, i nutiden mest brugt om en afsluttende prøve. Ved de fleste eksamener medvirker foruden kandidaten en eksaminator (gerne læreren i det pågældende emne) og en udefrakommende censor.
Det er hensigten med eksamener, at de skal måle kandidatens viden eller færdigheder i forhold til de mål, der har været med undervisningen.
Ofte udtrykkes den konstaterede indlæringsgrad for et fag ved hjælp af et karaktersystem, i Danmark gerne den næsten enerådende "12-skala".
Karaktererne fra samtlige prøver og eksamener samles i et eksamensgennemsnit, der således bliver kandidatens umiddelbare udbytte af eksaminationerne. Et senere udbytte forventes at bestå i den eksterne brug af eksamensresultatet, dvs. i uddannelsessteders, myndigheders og ansættelsessteders sammenligning af forskellige kandidaters gennemsnit.

## Gruppeeksamen
I Danmark er der ofte mulighed for at aflægge eksamen gruppevis, sådan at flere kandidater overhøres samtidigt på grundlag af en fælles eksamensopgave, men det mest almindelige er stadig den individuelle eksamen,
og i 2005 bestemte regeringen at gruppeeksamen skulle afskaffes i 2007 med undtagelse af særlige tilfælde, for eksempel eksamen i korsang.
Begrænsningen i gruppeeksamen blev især kritiseret af universiteter med udpræget projektarbejde såsom Aalborg Universitet og RUC.
Også elevorganisationer modsatte sig ændringen f.eks. Danske Studerendes Fællesråd mente at afskaffelsen vil få alvorlige og ødelæggende konsekvenser for alt for mange uddannelser.

## Andre tests

### Licensering og certificering
Standardiserede tests bruges nogle gange af visse styrende organer til at afgøre, om en testtager har lov til at udøve et erhverv, bruge en bestemt stilling eller hævde kompetence inden for et bestemt færdighedssæt. For eksempel Microsoft 98-361 eksamen om de grundlæggende principper for softwareudvikling.

### Immigration og naturalisering
Standardiserede tests bruges også i visse lande til at regulere indvandring. For eksempel skal potentielle immigranter til Australien ifølge loven tage en statsborgerskabsprøve som en del af naturaliseringsprocessen i det land.

### Sprogtest i naturaliseringsprocessen
Når man analyserer sproglige tekstbeskeder i naturaliseringsprocesser, kan man finde ideologi ud fra to forskellige, men næsten indbyrdes forbundne perspektiver. Førstnævnte henviser til konstruktionen og dekonstruktionen af de elementer i en nation, der skaber deres egen identitet, mens sidstnævnte har et mere begrænset syn på forestillingen om et bestemt sprog og ideologier, der kan tjene et bestemt formål.

### Konkurrencer
Tests bruges nogle gange som et værktøj til at udvælge deltagere, der har potentiale til at få succes i en konkurrence, f.eks. en sportsbegivenhed. For eksempel skal skøjteløbere, der ønsker at deltage i kunstskøjteløbskonkurrencer i USA, bestå de officielle U.S. Figure Skating-tests bare for at kvalificere sig.

### Medlemskab af gruppe
Tests bruges nogle gange af en gruppe til at udvælge bestemte typer mennesker til at deltage i gruppen. Mensa International er for eksempel en høj-IQ-forening, der kræver, at folk scorer på eller over den 98. percentil i en standardiseret, kontrolleret IQ-test.